# Кривошеєв Ігор Сергійович
Кривошеєв Ігор Сергійович (нар. 2 червня 1985) — народний депутат України, шоумен, підприємець у галузі івент та виробництва контенту, засновник україномовної інтелектуальної гри Ґік Ґеймз, гравець «Ліги сміху» та КВН. Народний депутат 9 скликання від політичної партії «Слуга народу».
Голова Закарпатської обласної організації партії «Слуга народу».

## Навчання та виступи у КВК
Ігор Кривошеєв народився 1985 року.
Навчаючись на факультеті математики Ужгородського національного університету з 1998 року почав грати у командах КВК. Став керівником та капітаном команди КВК «Тяп-ляП» (збірна Ужгородського національного університету), адміністратором по hi-tech Закарпатської ліги КВК.
Не закінчивши виш (освіта загальна середня), зареєструвався приватним підприємцем. У 2005 році заснував івент-компанію «Comedy.org Event», що займається організацією весіль, розважальних заходів та виробництвом контенту для свят. З 2009 по 2016 роки входив до складу оргкомітету «Студентської республіки Закарпаття». У 2010 увійшов до оргкомітету всеукраїнської Студреспубліки-2010.
Став автором україномовної інтелектуальної гри «Ґік Ґеймз». Також неодноразово брав участь у проєкті «Ліга сміху» представляючи м. Ужгород.

## Політична діяльність
У 2012 році працював заступником керівника Ужгородського міського штабу партії «УДАР».
Під час президентських виборів 2019 року очолював «Команду Зеленського» у Закарпатській області. Був довіреною особою Володимира Зеленського у територіальному виборчому окрузі № 68 (Закарпатська область)Кривошеєв Ігор Сергійович на сайті Чесно.
У вересні 2019 року створив в Ужгороді open space коворкінг Зе! Платформа [Архівовано 7 лютого 2020 у Wayback Machine.] — партійний офіс відкритого формату.
Член Комітету Верховної Ради з питань екологічної політики та природокористування, голова підкомітету з питань подолання наслідків Чорнобильської катастрофи. Член Тимчасової слідчої комісії Верховної Ради України з питань розслідування можливих фактів порушення законодавства України та зловживання службовим становищем президентом Української асоціації футболу (Федерації футболу України), головою Комітету Верховної Ради України з питань бюджету Верховної Ради України восьмого скликання Павелком А. В. при вирішенні питання фінансування та реалізації бюджетної програми «Будівництво футбольних полів зі штучним покриттям в регіонах України» у 2017—2018 роках. Заступник члена Постійної делегації у Парламентському вимірі Центральноєвропейської ініціативи. Секретар групи з міжпарламентських зв'язків із Чеською Республікою. Також входить до груп міжпарламентських зв'язків із Швейцарською Конфедерацією, Словацькою Республікою, Республікою Куба, Австрійською Республікою, Сполученим Королівством Великої Британії та Північної Ірландії та Італійською Республікою.
12 грудня 2019 року увійшов до складу Міжфракційного об'єднання «Гуманна країна», створеного за ініціативи UAnimals для популяризації гуманістичних цінностей та захисту тварин від жорстокості.
28 липня 2023 року написав заяву про вихід із партії «Слуга народу» через незгоду з її кадровою політикою та ініціативами іншого «слуги народу» Данила Гетманцева, голови Комітету ВР з питань фінансів, податкової та митної політики.
22 липня 2025 року проголосував за проєкт закону 12414, що обмежує Національне антикорупційне бюро України та Спеціалізовану антикорупційну прокуратуру. Закон викликав хвилю антикорупційних протестів.